# Strafkolonie
Strafkolonien – auch Sträflings- und Verbrecherkolonien genannt – sind Arbeitslager in entlegenen Gebieten, in denen Häftlinge ihre Strafe abbüßen. Im 18. und 19. Jahrhundert gründete man viele Strafkolonien fernab vom jeweiligen Mutterland, wie z. B. in Sibirien, Französisch-Guayana und speziell auf kleinen Inseln, um die Flucht von Gefangenen zu erschweren oder unattraktiv zu machen.

## Historischer Hintergrund
Der historische Hintergrund für die ab dem 18. Jahrhundert zunehmende Anzahl von Straflagern besteht in der europäischen Bevölkerungsexplosion, dem im Zuge der Industriellen Revolution und der Einführung des Kapitalismus entstandenen lohnabhängigen Industrieproletariat sowie der damit verbundenen sozialen Frage und dem Pauperismus.

## Britische Kolonien
Zunächst wurden vom Königreich Großbritannien die dreizehn Kolonien Nordamerikas als Strafkolonien genutzt. Nach der Amerikanischen Revolution musste nach einem neuen Verbringungsort für Gefangene gesucht werden. Wenige Jahre zuvor hatte James Cook den Kontinent Australien entdeckt, der nun zur Sträflingskolonie Australien auserkoren wurde, der wohl bekanntesten Strafkolonie der Welt. Vom ersten Gefangenentransport 1787–1788 bis zum letzten 1868 wurden insgesamt 162.000 Gefangene nach Australien verbannt. Strafkolonien (1788–1857) waren zuerst Sydney und später New South Wales, Norfolk Island, Tasmanien und Western Australia, das 1829 als Swan River Colony zunächst ohne Sträflinge besiedelt wurde. Diese Form einer Kolonisierung drohte zu scheitern und in der Zeit von 1850 und 1868 wurden etwa 10.000 Sträflinge dorthin verbracht.
Neben Australien dienten auch Bermuda und Gibraltar als Strafkolonie für britische Bürger.

## Französische Kolonien
Frankreich verbannte viele Strafgefangene, insbesondere politische Gegner der Februarrevolution 1848, der Unruhen 1851 und der Pariser Kommune, nach Französisch-Guayana und Neukaledonien.
Französisch-Guayana wurde seit 1852 als Strafkolonie genutzt. Die Gefangenen mussten hier in verschiedenen Lagern harte Zwangsarbeit verrichten. Besondere Bekanntheit erreichte die Teufelsinsel, auf die der zu Unrecht verurteilte Alfred Dreyfus verbannt wurde (vgl. Dreyfus-Affäre).
Neukaledonien stand seit 1853 unter französischer Herrschaft. Für die Nutzung als Strafkolonie stand – neben der Verbannung der unliebsamen Gefangenen – auch die Anmaßung im Vordergrund, die ansässigen Kanaken „zivilisieren“ zu wollen. Die ersten 250 französischen Sträflinge erreichten 1864 Neukaledonien. Damals war nur das südliche Drittel der Hauptinsel sowie einige Inseln im Süden unter französischer Kontrolle, ein militärischer Außenposten bestand in Napoléonville (Canala) und sonst gab es nur vereinzelte Plantagen (bsw. für Zuckerrohr) und Missionsstationen der Maristen neben den Dörfern der Kanaken. Nach der Niederschlagung der Pariser Kommune bis zur Amnestie im Juli 1880 kamen etwa 8000 weitere Franzosen auf die Insel. Unter den Kommunarden waren beispielsweise Louise Michel und Nathalie Lemel.

## Sibirien
Im zaristischen Russland wie zu Zeiten der Sowjetunion arbeiteten viele Zwangsarbeiter in Gefangenenlagern bei den Bergwerken Sibiriens – die z. B. an der Kolyma und im Tscherskigebirge erst um 1990 aufgelöst wurden. Die ersten so genannten Deportationen begannen 1754 mit Verweisungen von tatsächlich Straffälligen. Oft waren es weniger Straftäter als vielmehr politische Gefangene und Kriegsgefangene, die dorthin gebracht wurden. Darunter befanden sich z. B. viele Teilnehmer des Polnischen Aufstands 1863. Insgesamt lebten in Sibirien Ende des 19. Jahrhunderts mehr als 400.000 Verbannte.

### Wissenschaftliche Literatur
- Joseph Heimberger: Strafkolonien. Vortrag gehalten in der Gehe-Stiftung zu Dresden am 13. Januar 1906. Zahn & Jaensch, Dresden 1906 (Digitalisat).
- Jürgen Osterhammel: Die Verwandlung der Welt. Eine Geschichte des 19. Jahrhunderts. C. H. Beck, München 2009, ISBN 978-3-406-58283-7, S. 181–252: Kapitel IV: Sesshafte und Mobile. doi:10.17104/9783406615016-181.
- Roger Pérennès: Déportés et forçats de la Commune. De Belleville à Noumea. Ouest Éditions u. a., Nantes 1991, ISBN 2-908261-80-4.

### Erzählende Literatur
- Franz Kafka: In der Strafkolonie
- Henri Charrière: Papillon
- Anton Tschechow: Die Insel Sachalin